# Rehainviller
Rehainviller est une commune française située dans le département de Meurthe-et-Moselle, en région Grand Est.

## Géographie
La commune comprend les écarts de Chaufontaine et d'Adoménil. Le village et Chaufontaine sont traversés par la route départementale 914. Le principal cours d'eau est la Meurthe qui coule au nord-ouest du territoire.
| Vitrimont        | Lunéville    |            |
|                  | Rehainviller | Hériménil  |
| Mont-sur-Meurthe |              | Xermaménil |

### Hydrographie
La commune est dans le bassin versant du Rhin au sein du bassin Rhin-Meuse. Elle est drainée par la Meurthe, la Vezouze, le ruisseau de la Fontaine Benite, le ruisseau des Carrieres et le ruisseau le Laxat,.
La Meurthe, d'une longueur de 161 km, prend sa source dans la commune du Valtin et se jette  dans la Moselle à Pompey, après avoir traversé 53 communes. Les caractéristiques hydrologiques de la Meurthe sont données par la station hydrologique située sur la commune de Lunéville. Le débit moyen mensuel est de 17,6 m3/s. Le débit moyen journalier maximum est de 371 m3/s, atteint lors de la crue du 27 mai 1983. Le débit instantané maximal est quant à lui de 407 m3/s, atteint le même jour.

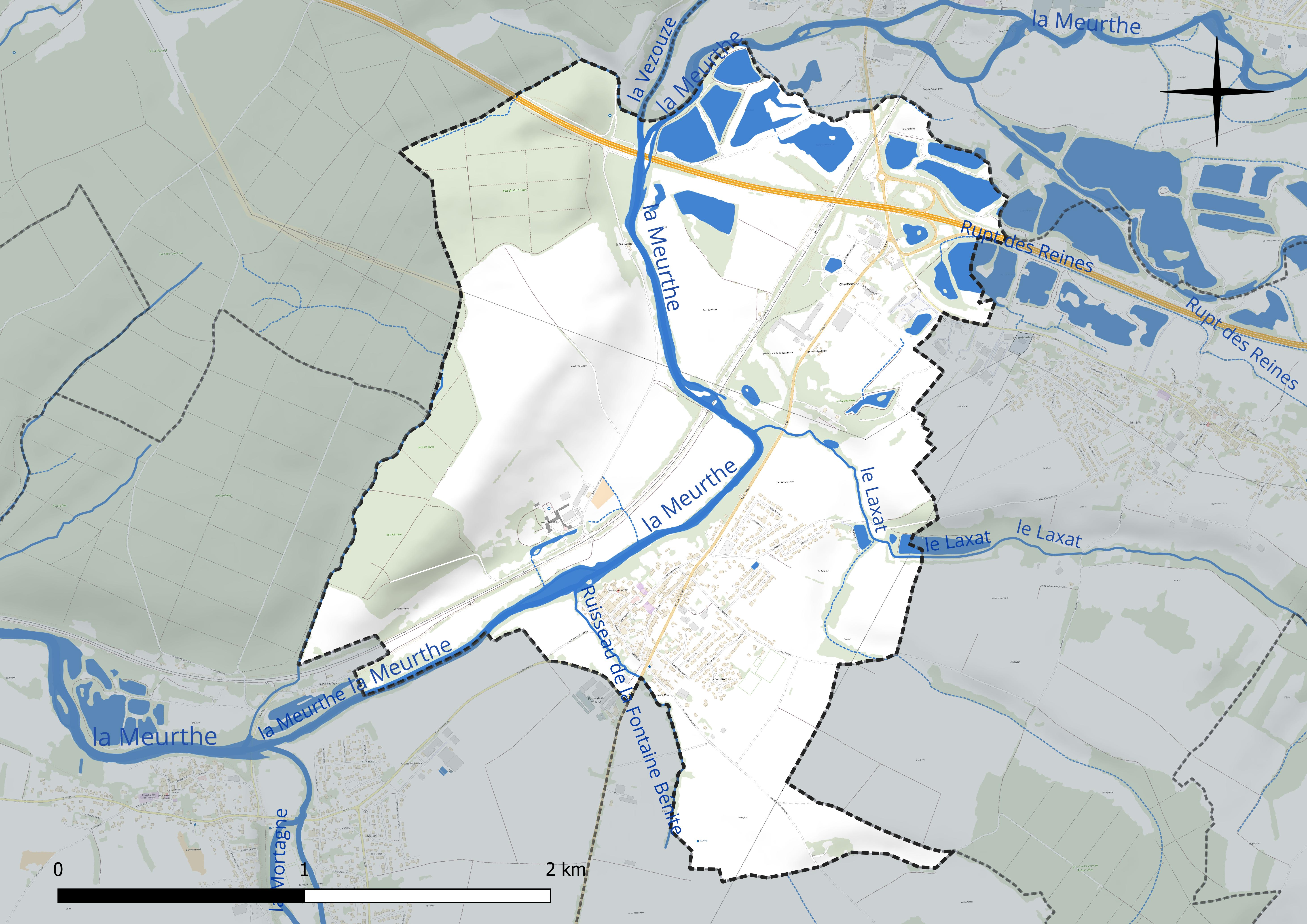
Réseau hydrographique de Rehainviller.

La Vezouze, d'une longueur de 75 km, prend sa source dans la commune de Saint-Sauveur et se jette  dans la Meurthe sur la commune, après avoir traversé 24 communes. 

### Climat
Pour des articles plus généraux, voir Climat du Grand Est et Climat de Meurthe-et-Moselle.
En 2010, le climat de la commune est de type climat océanique dégradé des plaines du Centre et du Nord, selon une étude du Centre national de la recherche scientifique s'appuyant sur une série de données couvrant la période 1971-2000. En 2020, Météo-France publie une typologie des climats de la France métropolitaine dans laquelle la commune est exposée à un climat semi-continental et est dans la région climatique  Lorraine, plateau de Langres, Morvan, caractérisée par un hiver rude (1,5 °C), des vents modérés et des brouillards fréquents en automne et hiver. 
Pour la période 1971-2000, la température annuelle moyenne est de 9,7 °C, avec une amplitude thermique annuelle de 16,9 °C. Le cumul annuel moyen de précipitations est de 767 mm, avec 11,8 jours de précipitations en janvier et 9,5 jours en juillet. Pour la période 1991-2020, la température moyenne annuelle observée sur la station météorologique de Météo-France la plus proche, « Roville », sur la commune de Roville-aux-Chênes à 22 km à vol d'oiseau, est de 10,3 °C et le cumul annuel moyen de précipitations est de 833,3 mm. 
La température maximale relevée sur cette station est de 40 °C, atteinte le 25 juillet 2019 ; la température minimale est de −24,5 °C, atteinte le 2 janvier 1971,,. 
Les paramètres climatiques de la commune ont été estimés pour le milieu du siècle (2041-2070) selon différents scénarios d'émission de gaz à effet de serre à partir des nouvelles projections climatiques de référence DRIAS-2020. Ils sont consultables sur un site dédié publié par Météo-France en novembre 2022.

## Urbanisme

### Typologie
Au 1er janvier 2024, Rehainviller est catégorisée bourg rural, selon la nouvelle grille communale de densité à sept niveaux définie par l'Insee en 2022.
Elle est située hors unité urbaine. Par ailleurs la commune fait partie de l'aire d'attraction de Nancy, dont elle est une commune de la couronne,. Cette aire, qui regroupe 353 communes, est catégorisée dans les aires de 200 000 à moins de 700 000 habitants,.

### Occupation des sols
L'occupation des sols de la commune, telle qu'elle ressort de la base de données européenne d’occupation biophysique des sols Corine Land Cover (CLC), est marquée par l'importance des territoires agricoles (66,3 % en 2018), une proportion sensiblement équivalente à celle de 1990 (66,6 %). La répartition détaillée en 2018 est la suivante : prairies (28,3 %), terres arables (27,7 %), forêts (14,7 %), zones agricoles hétérogènes (10,2 %), zones urbanisées (8,5 %), mines, décharges et chantiers (7,4 %), eaux continentales (3,1 %). L'évolution de l’occupation des sols de la commune et de ses infrastructures peut être observée sur les différentes représentations cartographiques du territoire : la carte de Cassini (XVIIIe siècle), la carte d'état-major (1820-1866) et les cartes ou photos aériennes de l'IGN pour la période actuelle (1950 à aujourd'hui).

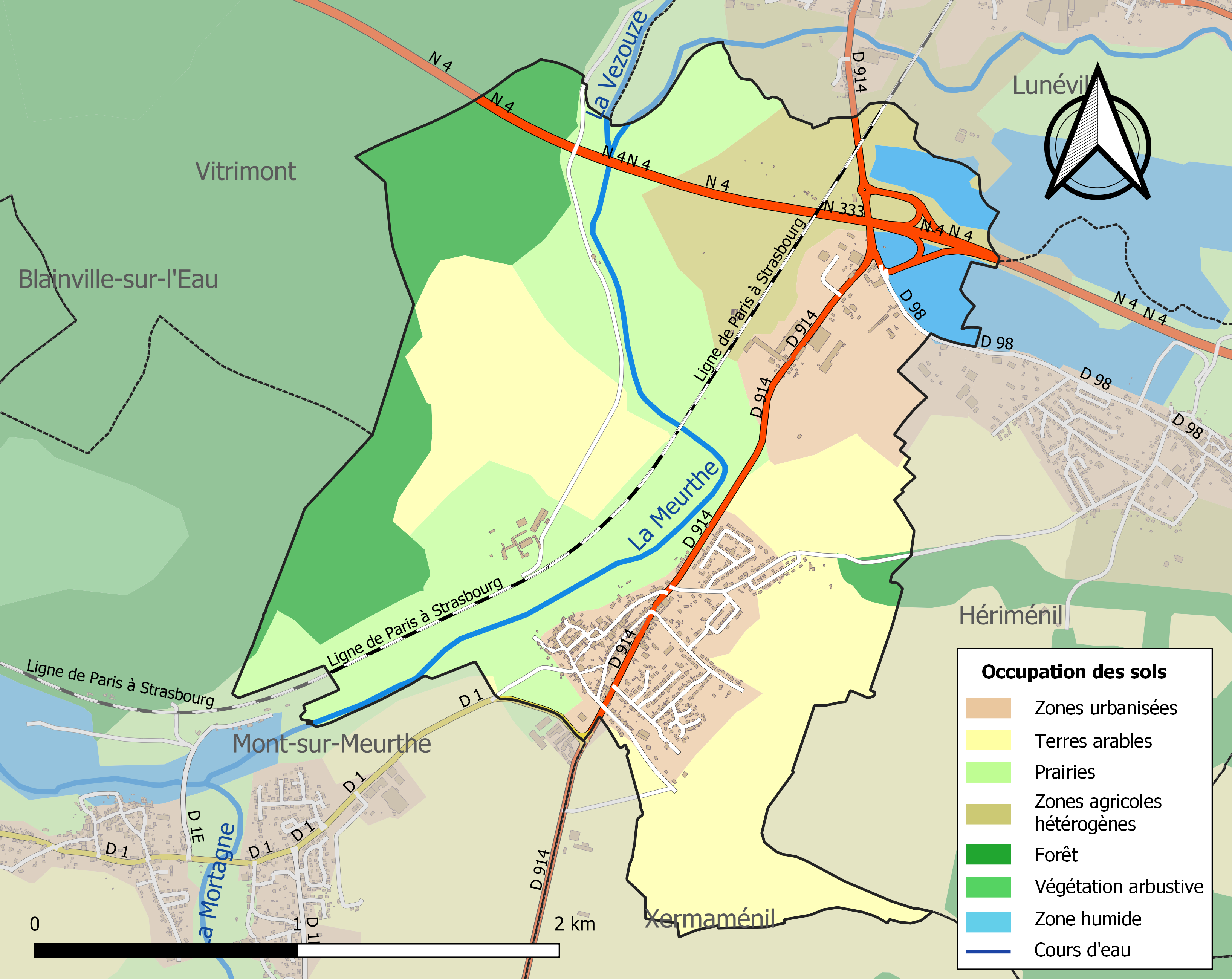
Carte des infrastructures et de l'occupation des sols de la commune en 2018 (CLC).

## Toponymie
Évolution du toponyme : Regisvillare (1152) ; Reheinvilla (1179) ; Rohanviler (1188) ; Rehenvilleir (1313) ; Rehenviller et Rehenvillers (1315) ; Rehainvillare et Rehenvillare (1402).

## Histoire
On a découvert des traces d’industrie néolithique dans les ballastières de Chaufontaine.
L'écart de Chaufontaine était une léproserie mentionnée en 1238.
En 1640, il n'y avait plus qu'un habitant et le Maire. Le village disparut sans doute au XVIIe, ne laissant qu'un hameau autour du château et de sa ferme.
En 1712, Rehainviller est "église mère" ; Hériménil et Adoménil sont ses annexes. Il y a à cette époque 40 habitants "dont plusieurs sont à l'aumône".
Dans un manuscrit déposé à la bibliothèque de Nancy relatif aux ponts de bois en Lorraine, il est écrit que la première chaussée créée en Lorraine date de 1720. Elle relie le pont de Villers (sortie Sud de Lunéville) à Chaufontaine. Il y est précisé : « bien que la distance soit seulement de 750 pas, il fallait quelquefois une demie journée pour parcourir cette distance avant la réalisation de la levée de terrain faite en 1765 ». Il semble aujourd'hui très curieux que le duché ait construit le coûteux château de Lunéville alors que les routes étaient aussi mauvaises ?
Associé d'abord au ban d'Hériménil, Adoménil fut rattaché à Rehainviller en 1826.
En 1903, à la suite d'une diminution de salaires, éclate une mutinerie dans « l'usine des mouleurs » à Chaufontaine. Les ouvriers menacèrent de pendre un contremaître. 18 ouvriers furent licenciés en guise de représailles.
Il y eut des destructions importantes lors de la Première Guerre mondiale

### Adoménil
Le village d'Adoménil, cité en 1034, fut donné par les fils de Folmar II de Lunéville aux moniales qu'ils avaient installées à l'abbaye Saint-Rémy.
En 1515, Adoménil fut séparé de Lunéville, et en 1605 le duc Charles III érigea Hadoménil en fief pour Jean des Fours, seigneur de Mont.
Le château d'Adoménil aurait été construit à partir de 1617 par Mathieu de la Haye, gentilhomme ordinaire de la Chambre du duc de Lorraine Henri II. À l'issue de la guerre de Trente Ans, le château et sa ferme sont tout ce qu'il reste d'Adoménil.
Les Hennequin de Gellenoncourt (comtes de Curel à partir de 1718) furent propriétaires de la seigneurie et de son château au XVIIIe siècle. La famille Guérin, propriétaire de la faïencerie de Lunéville, racheta le château en 1888 et y fit quelques aménagements, et le transmit par mariage au baron de Ravinel. Il fut vendu au propriétaire actuel en 1978, qui l'affilia aux Relais & Châteaux.

## Politique et administration
| Période                                  | Période  | Identité                                        | Étiquette | Qualité                                                 |
| ---------------------------------------- | -------- | ----------------------------------------------- | --------- | ------------------------------------------------------- |
| Les données manquantes sont à compléter. |          |                                                 |           |                                                         |
|                                          |          | André de Ravinel                                |           | Conseiller général du canton de Gerbéviller (1919-1931) |
| 1971                                     | 2001     | Pierre Guise                                    |           |                                                         |
| mars 2001                                | 2014     | Pascal Reltienne                                |           |                                                         |
| 2014                                     | 2024     | Gérard Coinsmann Réélu pour le mandat 2020-2026 |           |                                                         |
| 2024                                     | En cours | Malik Boulefrakh                                |           |                                                         |

## Population et société

### Démographie
L'évolution du nombre d'habitants est connue à travers les recensements de la population effectués dans la commune depuis 1793. Pour les communes de moins de 10 000 habitants, une enquête de recensement portant sur toute la population est réalisée tous les cinq ans, les populations de référence des années intermédiaires étant quant à elles estimées par interpolation ou extrapolation. Pour la commune, le premier recensement exhaustif entrant dans le cadre du nouveau dispositif a été réalisé en 2006.

En 2022, la commune comptait 1 053 habitants, en évolution de +0,86 % par rapport à 2016 (Meurthe-et-Moselle : −0,13 %, France hors Mayotte : +2,11 %).
| 1793 | 1800 | 1806 | 1821 | 1831 | 1836 | 1841 | 1846 | 1851 |
| ---- | ---- | ---- | ---- | ---- | ---- | ---- | ---- | ---- |
| 240  | 289  | 307  | 387  | 425  | 462  | 449  | 515  | 535  |

| 1856 | 1861 | 1872 | 1876 | 1881 | 1886 | 1891 | 1896 | 1901 |
| ---- | ---- | ---- | ---- | ---- | ---- | ---- | ---- | ---- |
| 492  | 515  | 525  | 560  | 587  | 542  | 497  | 526  | 526  |

| 1906 | 1911 | 1921 | 1926 | 1931 | 1936 | 1946 | 1954 | 1962 |
| ---- | ---- | ---- | ---- | ---- | ---- | ---- | ---- | ---- |
| 515  | 500  | 473  | 524  | 653  | 480  | 452  | 541  | 623  |

| 1968 | 1975 | 1982 | 1990 | 1999 | 2006 | 2011  | 2016  | 2021  |
| ---- | ---- | ---- | ---- | ---- | ---- | ----- | ----- | ----- |
| 568  | 509  | 784  | 891  | 881  | 840  | 1 020 | 1 044 | 1 051 |

| 2022  | - | - | - | - | - | - | - | - |
| ----- | - | - | - | - | - | - | - | - |
| 1 053 | - | - | - | - | - | - | - | - |

## Économie
La société Vicat dispose d'une unité de production de béton.

## Culture locale et patrimoine

### Lieux et monuments

#### Château d'Adoménil
Au bout d'un chemin écarté et à hauteur du village de Rehainviller au-delà de la voie ferrée, se trouve le château d'Adoménil. 48° 33′ 54″ N, 6° 27′ 46″ E
Le corps principal (XVIIe) présente un plan massé, composé d'un corps de logis massif cantonné de quatre tours carrées, auquel on a adjoint une aile et des communs. Une chapelle castrale de même époque, de plan hexagonal, est sommée d'un clocheton couvert d'ardoise. Ces bâtiments ont été très remaniés au XIXe (ouvertures repercées, véranda...).
Un grand parc entoure la propriété, aujourd'hui hôtel-restaurant (hôtel 4 étoiles et restaurant 1 étoile Michelin) affilié aux Relais & Châteaux.
L'édifice fait l'objet d'une inscription au titre des monuments historiques par arrêté du 28 mai 2015 pour les façades, la toiture du logis et des communs, la chapelle en totalité, le bâtiment du pressius et sa cave ; le parc et jardin en totalité incluant la fabrique et la serre.

#### Édifices religieux

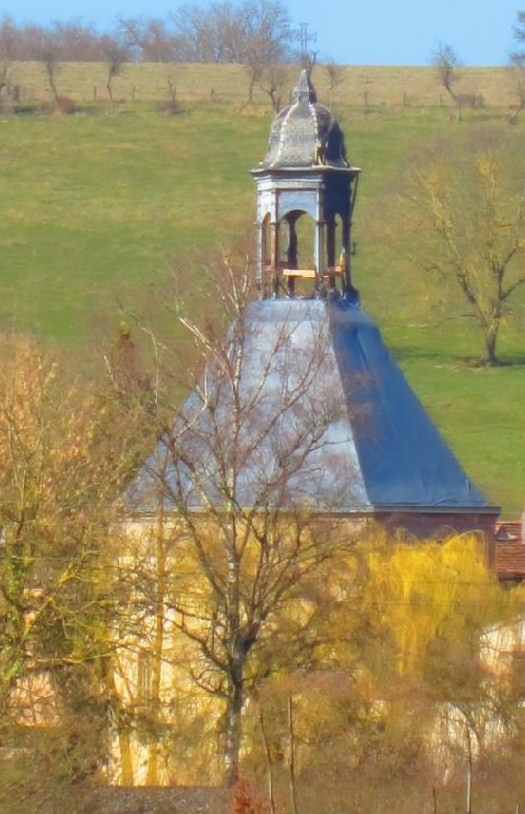
Chapelle du château d'Adoménil.

- Église de l'Assomption reconstruite d'abord en 1847. L'architecte serait Monsieur Fairegues de Lunéville[30]. Ce bâtiment fut à nouveau reconstruit après 1918 : Christ XVIIIe sculpté par Bagard.
- Chapelle du château d'Adoménil.

### Personnalités liées à la commune
- Émile Marin-Quilliard, député né sur la commune en 1881.

### Héraldique
| Blason de Rehainviller | Blason  | D'azur à la fasce d'argent accompagnée en chef d'un lion passant d'or et en pointe d'un gantelet d'argent ourlé d'or.. |
| Blason de Rehainviller | Détails | Le statut officiel du blason reste à déterminer.                                                                       |